# Матилда (танк)
Вижте пояснителната страница за други значения на Матилда.
Матилда Mk.II (A12) (на английски: Infantry Tank Mark II) е британски пехотен танк от Втората световна война. Необичайното в случая е повторението на името на предходна машина – Матилда Мк I (А11), което произлиза от името на популярен анимационен герой – патицата Матилда. Друго значение на Матилда е старо тевтонско женско име, означаващо силна девойка, воин.
След като А11 е снет от въоръжение, А12 става известен като Матилда, а старото означение Матилда II отпада.

## Разработка
Royal Arsenal във Вулуич (на английски: Woolwich) проектира Матилда Мк II, а производството е поверено на Vulcan Foundry. Замислен е като подобрение спрямо е Мк I, който е двуместен танк, въоръжен само с картечници. А12 тежи 27 тона, два пъти повече от предшественика си и основното му оръжие е двупаундовото танково оръдие QF, разположено на тричленен купол.
Както останалите пехотни танкове, и този е добре брониран. Дебелината на бронята варира от 20 mm до 78 mm челна броня, значително повече от танковете от този период. Теглото на бронята, сравнително слабата силова част (два пригодени автобусни двигателя) и проблемното окачване значително ограничават скоростта на машината. В пустините на Северна Африка Матилда развива средно 9,5 km/h. Това не е особен проблем, тъй като целта на тези тежко бронирани танкове е да осигуряват пряка поддръжка на пехотата и скорост, равна на тази на вървящ човек, е считана за достатъчна. Дебелата броня на купола на Матилда го прави известен, в периода 1940 – 41 г. носи прякора Кралица на пустинята.

## Серийно производство
Първият танк Матилда е произведен през 1937 г., но през септември 1939 г., когато започва войната, на бойна служба са само два. Около 2987 танка са произведени от Vulcan Foundry, John Fowler & Co., Ruston & Hornsby, а по-късно и от London, Midland and Scottish Railway в Horwich Works, Harland and Wolff, и North British Locomotive Company. Производството спира през август 1943 г.

### Разновидности
- Матилда I (пехотен танк Мк II)

Първи произведен модел.
- Матилда II (пехотен танк Мк IIА)

Картечницата Vickers е заменена от картечница Беса.
- Произведени са няколко небронирани тренировъчни танка.
- Матилда III (пехотен танк Мк IIА*)

С нов дизелов двигател Leyland.
- Матилда III CS (за близка поддръжка – Close Support)

Разновидност с 3-инчова (75-mm) гаубица.
- Матилда IV (пехотен танк Мк IIА**)

С подобрени двигатели.
- Матилда V

С подобрена трансмисия и механизъм със смяна на скоростите.
- Барон I, II, III, IIIА

Матилда шаси с приспособление за прочистване на мини.
- Матилда Скорпион I / II

Матилда шаси с приспособление за прочистване на мини.
- Матилда II CDL / Матилда V CDL (с мощен прожектор – Canal Defence Light)

Стандартният купол е заменен от цилиндричен такъв, който носи мощен прожектор и картечница Беса.
Австралийски варианти:
- Матилда Фрог (25)

Огнеметен танк.
- Мърей и Мърей FT

Огнеметен танк.
- Матилда Хеджхог (6)

Военноморска седемцевна минохвъргачка Хеджход е монтирана в бронирана кутия в задната част на корпуса на няколко австралийски танка Матилда. Издигането става чрез хидравлика, а изстрелването става чрез електрически спусък, индивидуално или залпово (с шест от цевите). Петата цев не стреля, докато куполът на танка не бъде завъртян, така че радиоантената да не бъде на пътя на мината. Всяка от тях е с тегло 30 kg и съдържа 14 kg експлозив. Обхватът е около 400 m, а насочването става чрез завъртане на танка, тъй като лафетът на минохвъргачката не позволява хоризонтално движение.

## Бойна история
Танкът Матилда е използван за пръв път в бойни действия от 4-ти и 7-и кралски танков полк във Франция през 1940 г. Двупаундовото оръдие е сравнимо с това на други танкови оръдия в диапазона 37 – 45 mm. Поради дебелината на бронята е слабо уязвим от германските танкове и противотанкови оръдия, използвани във Франция. В момент на отчаяние е използвано противовъздушно 88-mm оръдие като противотанково, при това с голям успех.
В първите дни на войната в Северна Африка Матилда се оказва много ефективен срещу италианските и германските танкове, въпреки че е уязвим от противотанкови оръдия с голям калибър. По време на операция Компас танкове Матилда от 7-а бронетанкова дивизия всяват разрушение сред италианските части, въоръжени с Фиат L3 танкети и средни танкове M11/39. Нуждата от бързо придвижване и маневриране в пустинята, бавната скорост и ненадеждното окачване скоро се превръщат в превръщат в проблем. Освен това за двупаундовото оръдие липсват високоекплозивни снаряди. При пристигането на немския африкански корпус 88-mm оръдие отново се използва като противотанково срещу Матилда. Това в комбинация с бързите маневри при бойните действия обричат Матилда в този театър на бойните действия.
С развитието на германските танкове Матилда се оказва все по-малко ефективен. Поради малкия размер на купола той не може да се въоръжи с по-голямо оръдие. Освен това производството му е сравнително скъпо. По тази причина Vickers предлагат алтернатива: Valentine, който разполага със същото оръдие, близка бронезащита, но е по-бърз и с по-евтино шаси. С появата на Valentine, американските M3 Lee и M4 Sherman, Матилда е постепенно изместен от британската армия. До битката при Ел Аламейн едва няколко танка са на служба.
1084 танка Матилда са изпратени в Съветския съюз Те влизат в действие по време на битката при Москва и са често срещани по време на 1942 г. най-вече на южните фронтове близко до персийския снабдителен маршрут. Руснаците го смятат за бавен и ненадежден. Екипажите често се оплакват, че сняг и мръсотия се натрупват зад страничните панели и пречат на окачването. Бавната скорост и дебелата броня наподобява съветския КВ-1, но Матилда не може да се сравнява с огневата мощ на руския танк. Голяма част от съветските Матилда са заменени през 1942 г., но няколко служат до 1944 г. Руснаците модифицират танковете, като заваряват стоманени профили към веригите, за да осигурят по-добро сцепление.
При войната в Пасифика японските войски нямат тежки противотанкови оръдия и Матилда остава на служба в няколко австралийски полка от 4-та бронетанкова бригада в района на югозападния Пасифик. Използвани са за пръв път по време на кампанията на полуостров Хуон през октомври 1943 г. Танковете Матилда остават на бойна служба до последните дни от войната в Wewak, Bougainville, Борнео, което го прави единственият танк, служил по време на цялата война.